# Angertorstraße 3

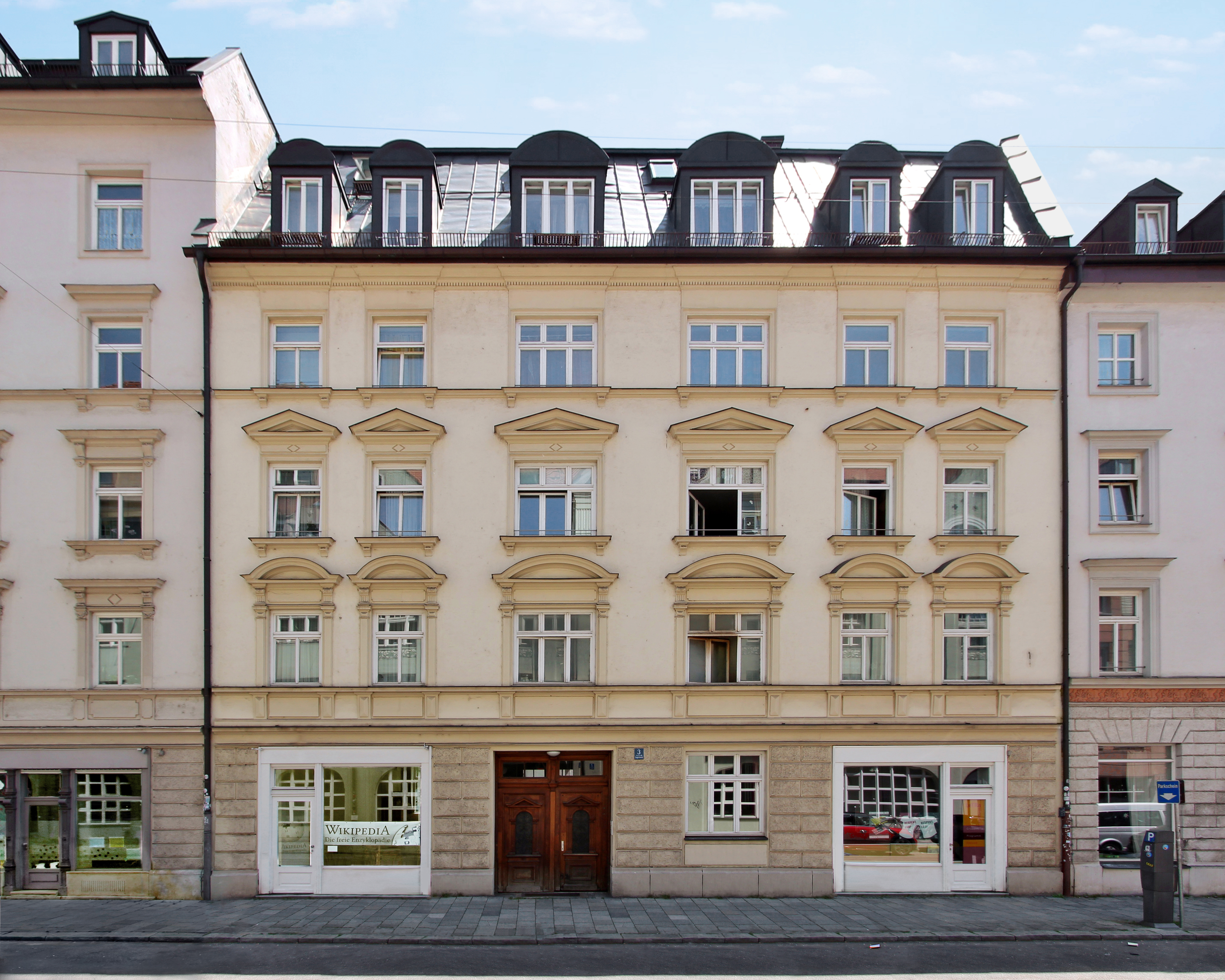
Mietshaus Angertorstraße 3

Das Gebäude in der Angertorstraße 3 in München ist ein Mietshaus. Es ist als Baudenkmal in die Bayerische Denkmalliste eingetragen.

## Lage
Das Gebäude liegt im Süden des Angerviertels in der Münchner Altstadt im Stadtbezirk Nr. 1 Altstadt-Lehel in einem Bereich außerhalb des Altstadtrings. Es ist das mittlere von drei Häusern auf der Ostseite der Angertorstraße, einer etwa 70 Meter langen Straße, die die zum Altstadtring gehörende Blumenstraße mit der Müllerstraße verbindet. Das Gelände lag außerhalb der ursprünglichen Stadtmauern vor dem Angertor im Bereich der barocken Wallbefestigung aus dem 17. Jahrhundert und ist daher auch als Bodendenkmal geschützt.

## Geschichte
Auf der Bastion vor dem Angertor befand sich seit Ende des 18. Jahrhunderts der „Glasgarten“, eine Gastwirtschaft (heute Blumenstraße 29) mit einer parkähnlichen Gartenanlage.
Der Baumeister und Bauunternehmer Ludwig Deiglmeier erwarb das Gelände gegen Ende des 19. Jahrhunderts und erbaute dort auf dem ehemaligen Gartengelände unter der Bauleitung von Josef Ringer von 1888 bis 1890 das Haus Angertorstraße 3, zeitgleich mit einer rückseitigen Erweiterung und Aufstockung des Hauses Blumenstraße 29 (1889) und der Errichtung des beide Häuser verbindenden Eckhauses Angertorstraße 1 (1888/89).

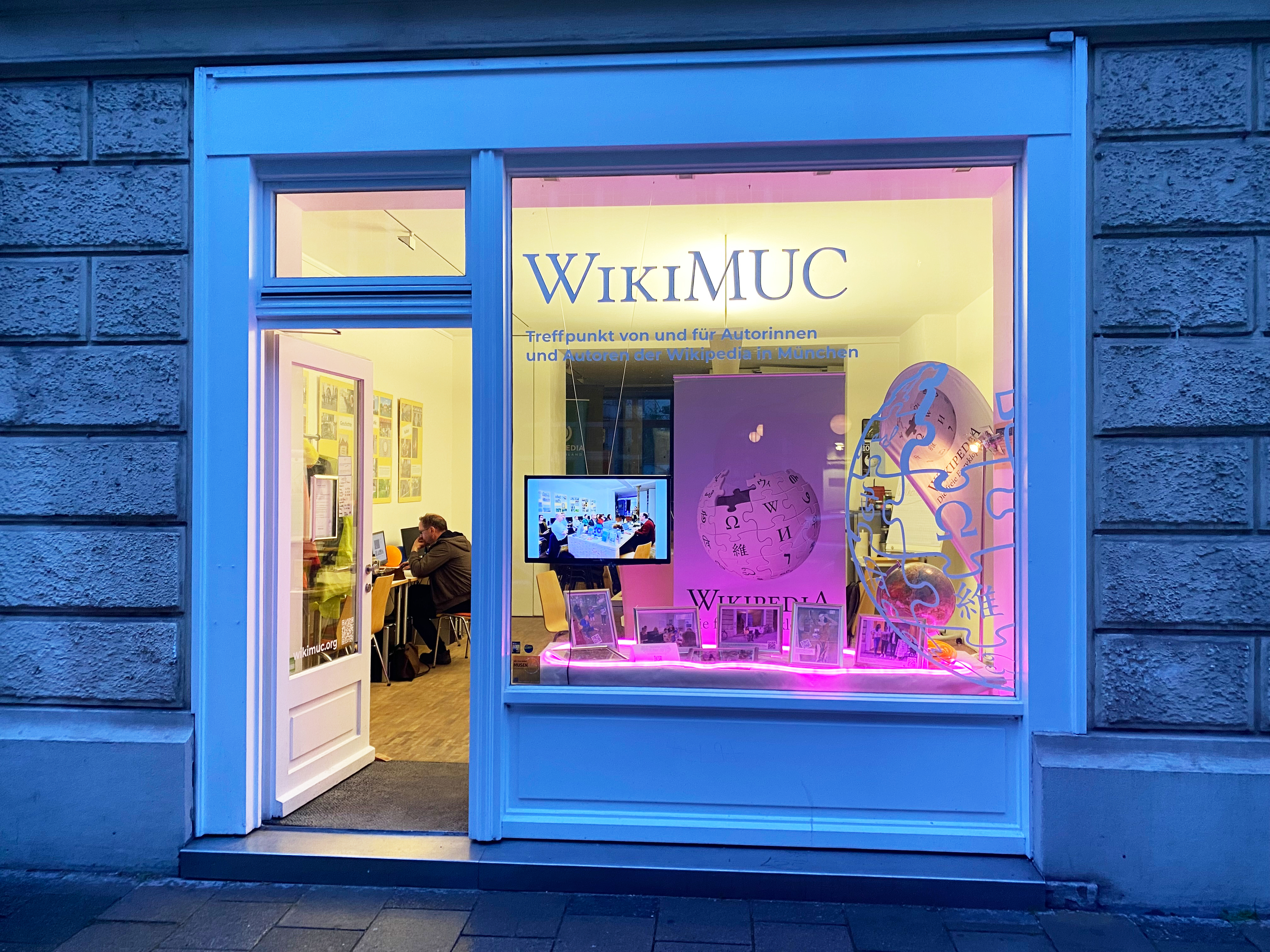
Schaufenster des WikiMUC (2024)

Im Zweiten Weltkrieg wurde das Gebäude nur leicht beschädigt, dennoch wurde es wie die umgebende Bebauung für den Abriss vorgesehen, um den Altstadtring großzügig ausbauen zu können. Der großflächige Durchbruch mit Abriss der gesamten Angertorstraße war in den ersten Plänen zum Wiederaufbau von Stadtbaurat Karl Meitinger aus dem Jahr 1946 genauso enthalten wie noch im Generalverkehrsplan von 1958 und dem darauf aufbauenden Stadtentwicklungsplan von 1963. Der Südostabschnitt des Altstadtrings hatte aber nur nachrangige Priorität gegenüber anderen Abschnitten und vor allem dem Mittleren Ring. Er wurde aufgegeben, nachdem die Kritik am Altstadtringtunnel und dem Ausbau im Nordwesten und der Isarparallele zu Widerstand der Bürger und des Münchner Forums an den noch nicht gebauten Abschnitten und einer völligen Neukonzeption der Verkehrsachsen führte.
Seit dem 11. April 2016 befindet sich in dem linken Ladenlokal im Erdgeschoss des Gebäudes das WikiMUC, Büro, Treffpunkt und Veranstaltungsort der Wikipedia-Community in München und Süddeutschland. Im Juni 2016 fanden dort die ersten Workshops statt, im Oktober 2016 wurde das Büro offiziell eröffnet. Im rechten Ladenlokal befindet sich die Münchner Lesbenberatung LeTRa.

## Beschreibung

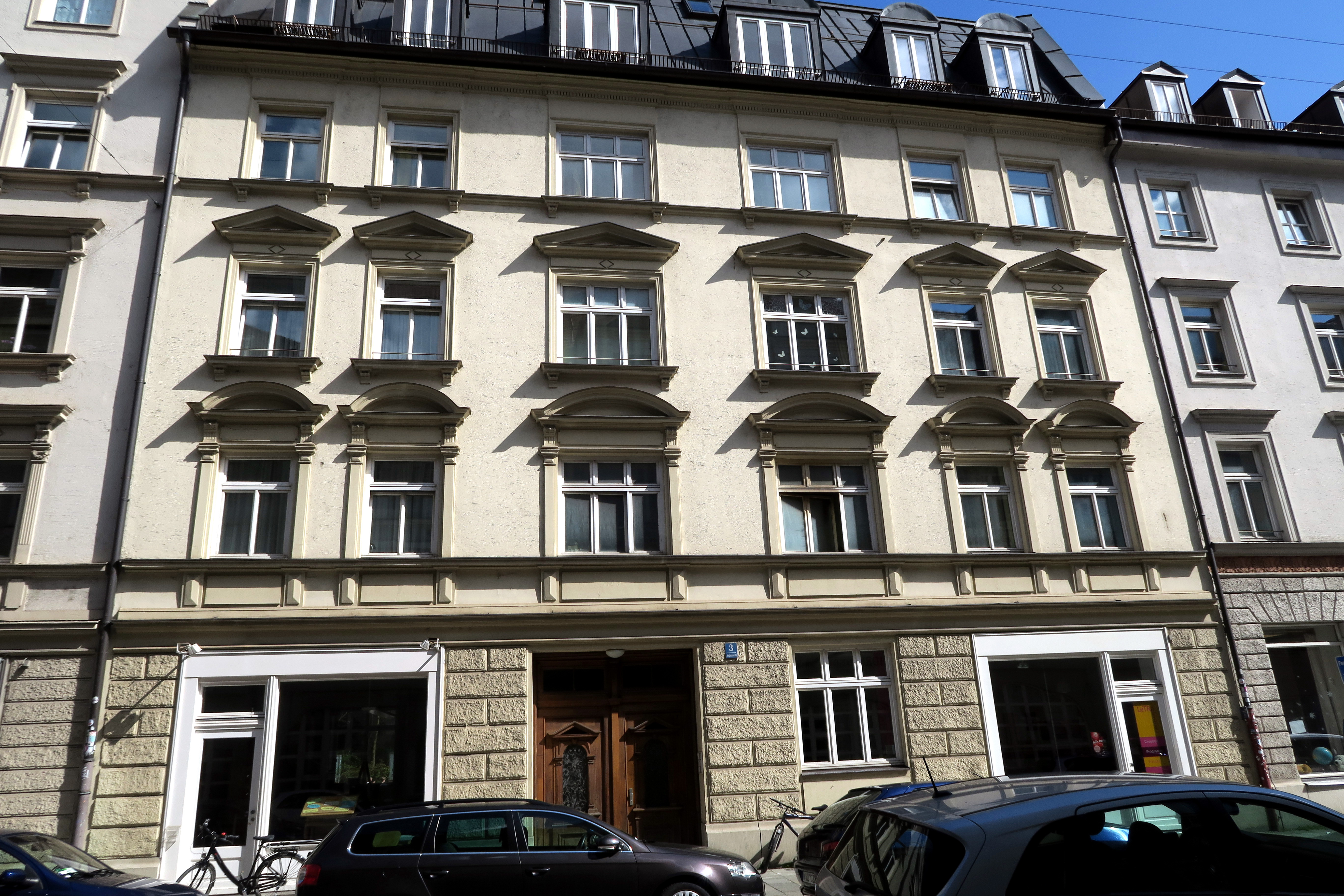
Viergeschossige Straßenfassade im Neorenaissancestil

Das Gebäude ist ein viergeschossiger Bau im Stil der Neorenaissance mit zweigeschossigem Mansard-Satteldach. Die Straßenfassade hat sechs Fensterachsen, wobei die beiden äußeren Achsen jeweils schmaler sind und enger zusammenliegen als die beiden mittleren Achsen. Das Erdgeschoss ist in Rustica-Bauweise ausgeführt. Durchlaufende Fenstersimse im ersten und dritten Obergeschoss gliedern die Fassade horizontal, die Simse der Fenster im zweiten Obergeschoss sind voneinander getrennt. Während die Fenster des ersten Obergeschosses runde Fenstergiebel haben, sind die Giebel des zweiten Obergeschosses dreieckig und die Fenster des dritten Obergeschosses giebellos. Zur statischen Abstützung wurden ursprünglich in den Läden im Erdgeschoss gusseiserne Säulen in die Zwischenwände eingezogen. Eine davon ist freigelegt und befindet sich im Hauptraum des WikiMUC-Treffpunkts.
Im Erdgeschoss liegt in der dritten Achse von links eine Tordurchfahrt zum Hof, die durch eine zweiflügelige Holztür mit vergitterten Glasfenstern verschlossen ist. Sie ist mit Preußischen Kappen gedeckt. Von ihr geht das Treppenhaus ab, die Haustreppe wurde in zur Bauzeit innovativer Form aus Eisenelementen gefertigt und mit Holzplanken als Stufen belegt. Damit sollte ein bis dahin nicht möglicher Brandschutz erreicht werden. Im Erdgeschoss liegen an beiden Seiten der Durchfahrt je ein Ladengeschäft. Die anderen Etagen haben jeweils zwei Dreizimmerwohnungen, die um das Treppenhaus angeordnet sind.

Detailansichten
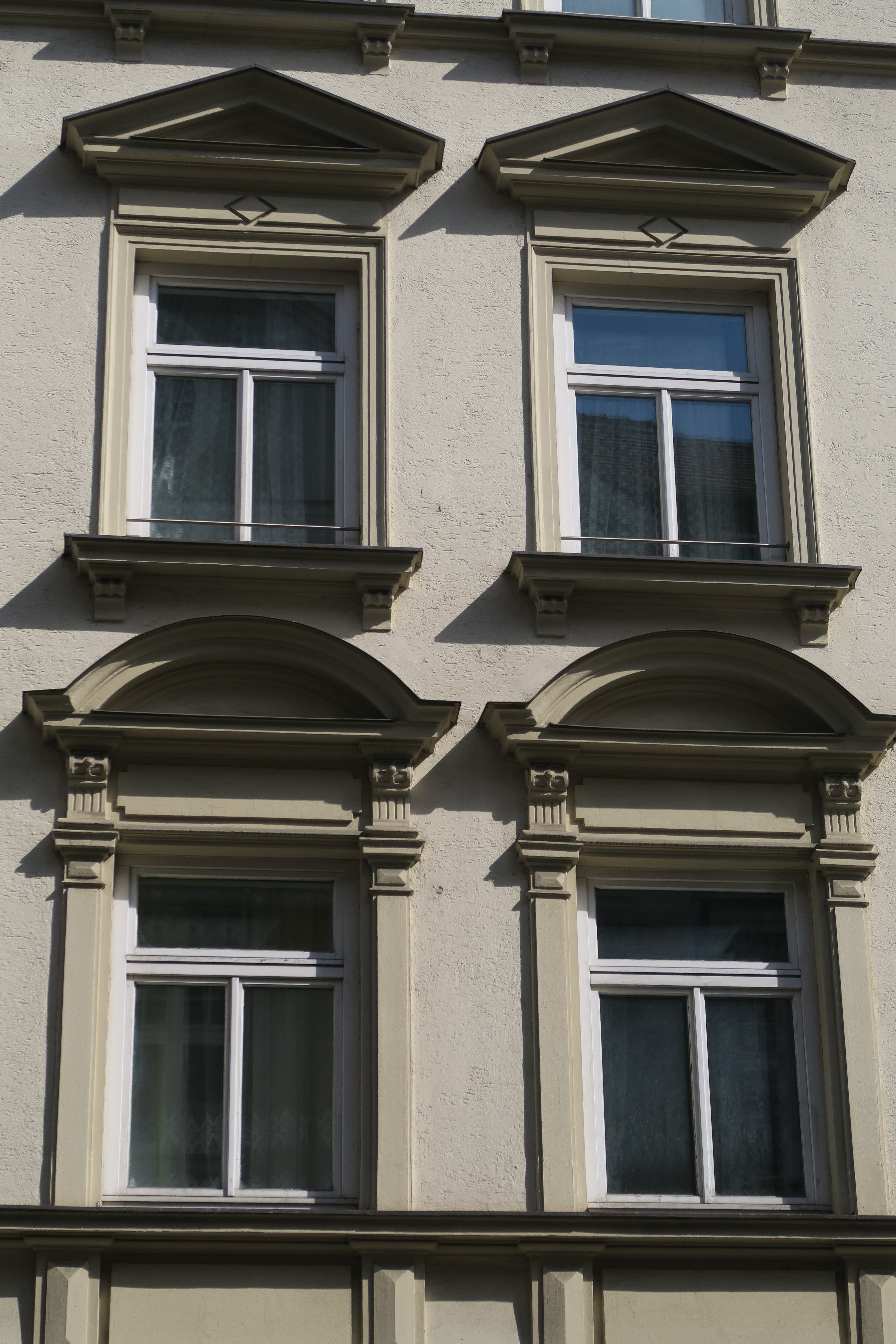
Fenstergiebel spitz und rund
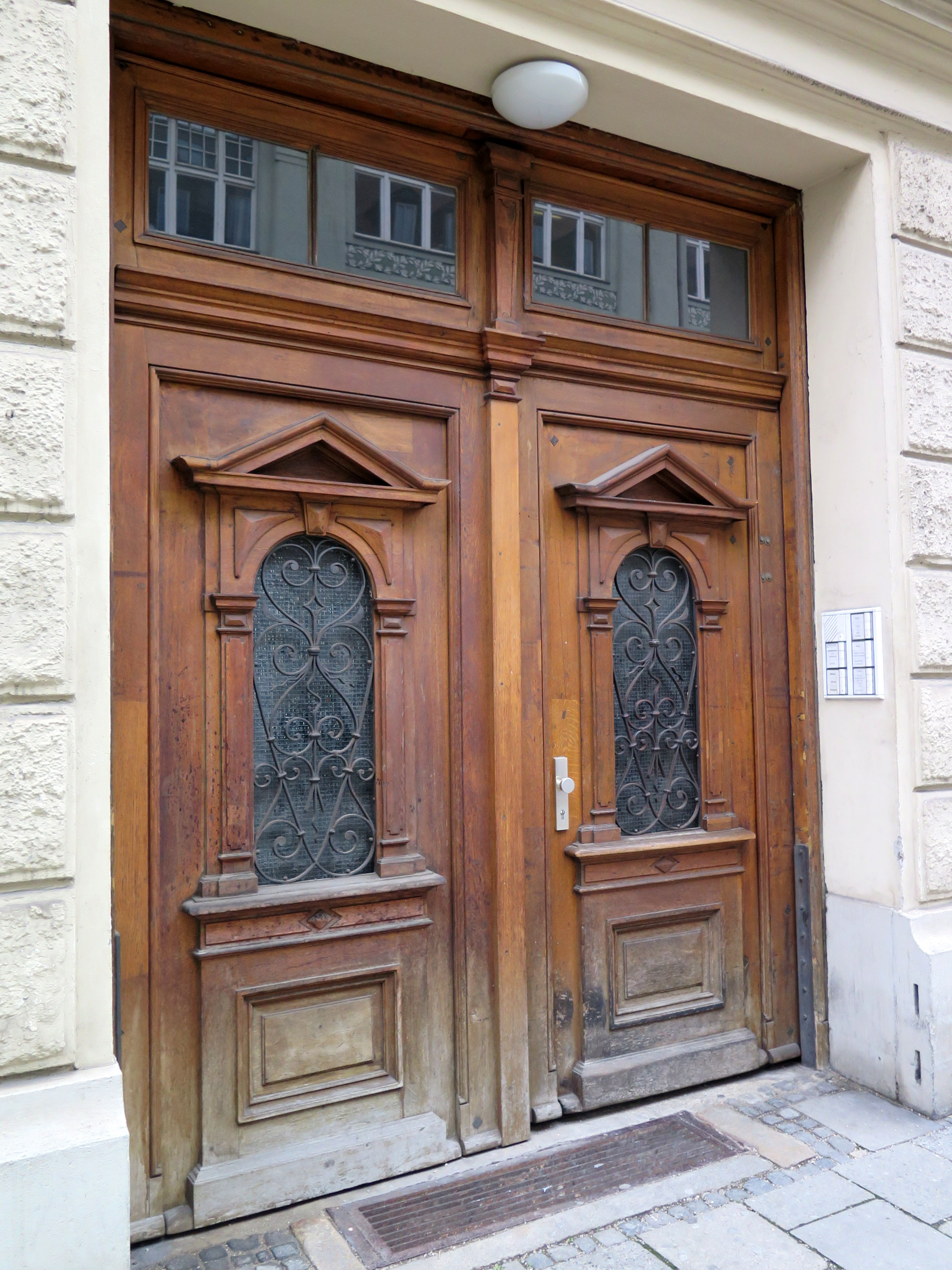
Zweiflügelige Haustür
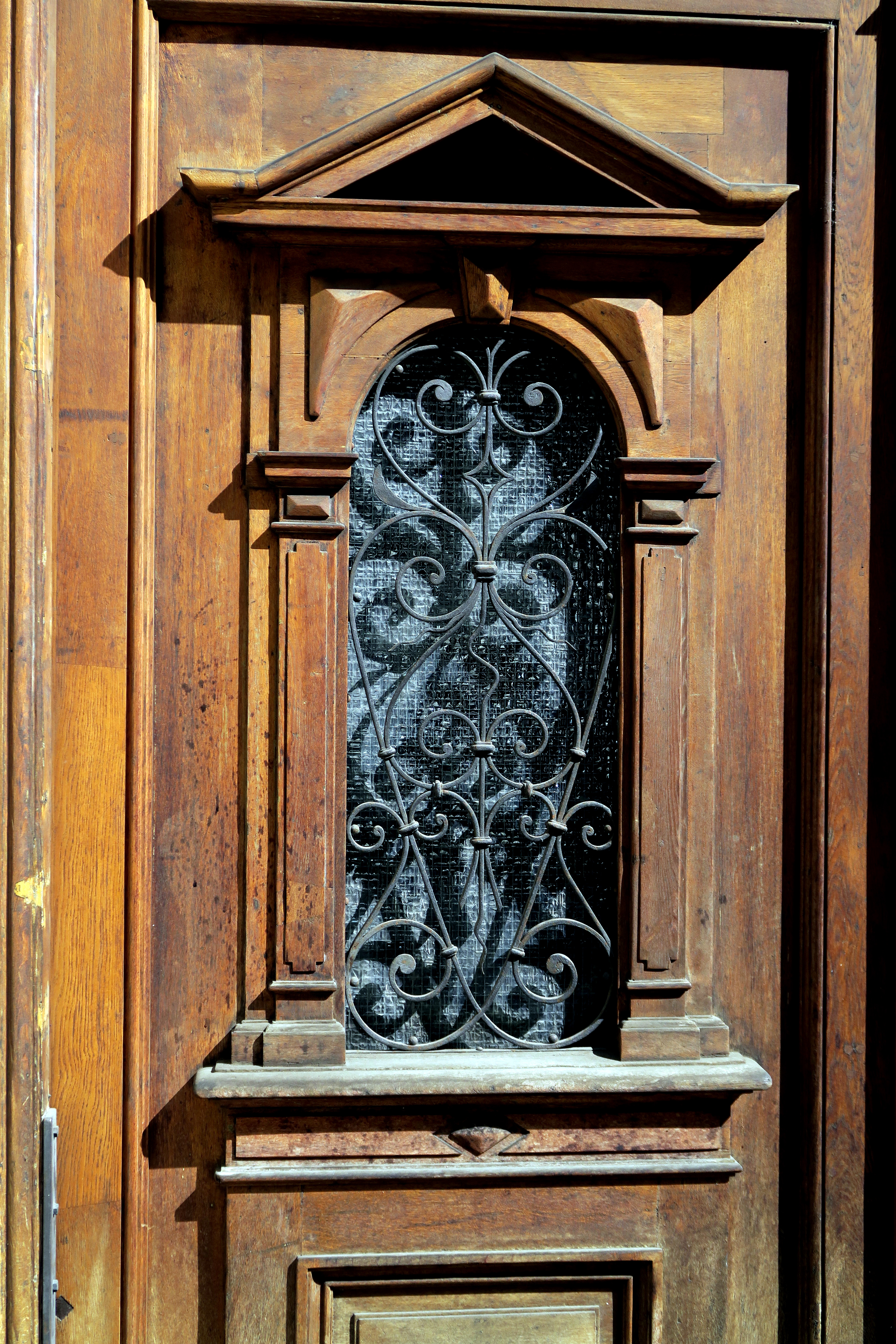
Glasfenster vergittert
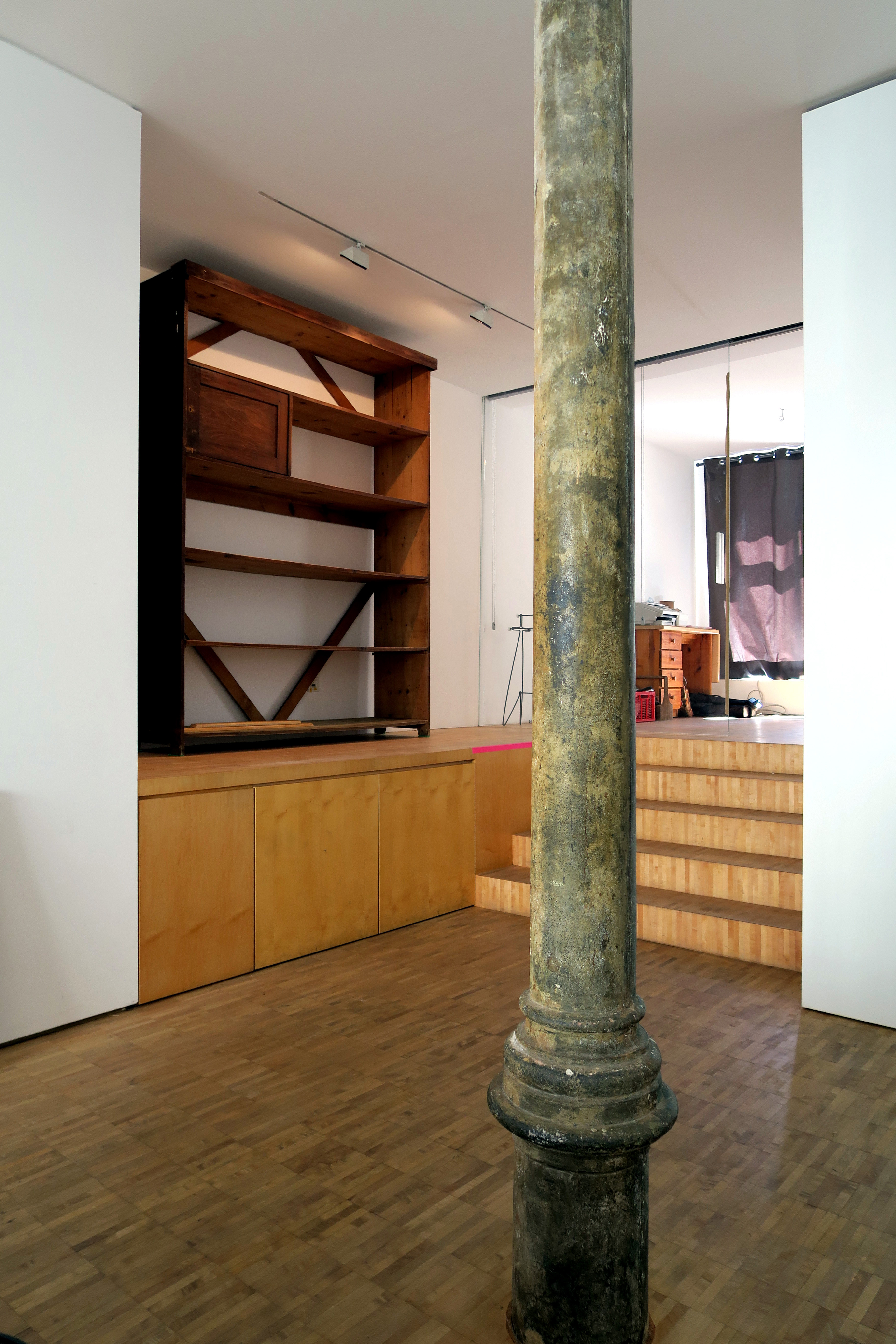
Gusseiserne Stützsäule